# Loria (Italie)
Pour le laboratoire de recherche, voir LORIA.
Loria est une commune italienne de la province de Trévise dans la région Vénétie en Italie.

## Administration
| Période                                  | Période | Identité | Étiquette | Qualité |
| ---------------------------------------- | ------- | -------- | --------- | ------- |
|                                          |         |          |           |         |
| Les données manquantes sont à compléter. |         |          |           |         |

### Hameaux
Bessica, Castion, Ramon

### Communes limitrophes
Cassola, Castello di Godego, Galliera Veneta, Mussolente, Riese Pio X, Rossano Veneto, San Martino di Lupari, San Zenone degli Ezzelini